# Tetrapharmakos

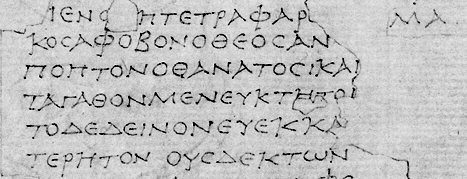
Tetrapharmakos funnen i Villa dei Papyri.

Tetrapharmakos, bokstavligen "Det fyrfaldiga läkemedlet", är en dikt nedskriven av Filodemos av Gadaria som på många sätt sammanfattar epikurismens filosofi. Epikuros och hans lärjungar har använt detta "botemedel" som en metafor för hur man lever det lyckligaste möjliga livet. Dikten har återfunnits, tillsammans med flera andra verk av Filodemos, vid utgrävningarna av Herculaneum som förstördes i ett vulkanutbrott år 79.

Frukta inte gud

Bekymra dig inte om döden

Det som är gott är enkelt att få

och det som är förfärligt är enkelt att uthärda

(Filodemus, Herculaneum Papyrus, 1005, 4.9-14)

## Analys
Följande är en beskrivning av Tetrapharmakos så som epikuréerna förstod den.

### Frukta inte gud
Idén om gudar på Epikuros tid var oförenlig med hans tro. Bekymren om huruvida gudarna bekymrar sig om människors handlingar och hur mycket man borde tillbe dem handlade om människans tro om gudarnas syfte och humör. Epikuros och många andra samtida greker tänkte sig gudarna mer som ett hypotetiskt tillstånd av frälsning snarare än som domare. De var oförstörbara entiteter som inte kan skadas, avundsvärda för dödliga, och framförallt obekymrade om något bortom den helighet och lycka de representerade. De var blott förebilder för människan som efterliknar gudarnas lycka inom de gränser som föreläggs av människans natur.

### Bekymra dig inte om döden
Med Epikuros egna ord betyder döden ingenting för oss. Där vi existerar finns ännu inte döden och där döden är existerar inte vi. Döden är människans största ängslan och denna ängslan är ett hinder för oss att leva ett lyckligt liv.

### Det som är gott är enkelt att få
Föda och skydd mot vädrets makter kan alla få, oavsett rikedom, men om man begär mer än man behöver begränsar man sina möjligheter till tillfredsställelse och lycka. Därför orsakar man onödig ängslan i sitt liv. Vad denna rad innebär är att det minsta som behövs för att tillfredsställa sina begär är den högsta strävan som behövs för att tillfredsställa dessa begär.

### Det som är förfärligt är enkelt att uthärda
Enligt epikuréerna är sjukdom och lidande övergående. Obehag som är kroniskt och intensivt är väldigt ovanligt så man behöver inte uppehålla sig vid tankar om framtida lidande. Genom att vara medveten om sin fysiska och mentala gräns för lidande och behålla modet uppe för att njutning följer på lidandet kan man undvika ångest inför lidandet och på så sätt undvika att förlänga det.